# Baseball na Letnich Igrzyskach Olimpijskich 1996
Wyniki turnieju baseballowego na Letnich IO w 1996:

## Rezultaty końcowe
- 1.  Kuba
- 2.  Japonia
- 3.  Stany Zjednoczone
- 4.  Nikaragua
- 5.  Holandia
- 6.  Włochy
- 7.  Australia
- 8.  Korea Południowa

## Tabela medalowa
| Lp. | Państwo           | Medal |
| --- | ----------------- | ----- |
| 1   | Kuba              |       |
| 2   | Japonia           |       |
| 3   | Stany Zjednoczone |       |